# Junior Olaitan
Junior Olaitan Ishoma (Porto-Novo, 9 maggio 2002) è un calciatore beninese, centrocampista del Göztepe e della nazionale beninese.

## Biografia
Nato da padre nigeriano e madre beninese, è cresciuto a Lagos.

## Carriera

### Club
Dopo aver trascorso le prime stagioni da professionista con il club beninese dell'Ayema, il 31 gennaio 2022 viene acquistato dal Niort, con cui si lega fino al 2025.
Il 1º settembre 2023 viene acquistato dal Troyes.
Il 30 agosto 2024 viene ceduto a titolo definitivo al Grenoble.
Il 26 luglio 2025 passa a titolo definitivo al Göztepe, in Süper Lig.

### Nazionale
Ha esordito con la nazionale beninese il 2 settembre 2021, nella partita di qualificazione al Mondiale 2022 vinta per 0-1 contro il Madagascar.

## Statistiche

### Presenze e reti nei club
Statistiche aggiornate al 26 luglio 2025.
| Stagione        | Squadra         | Campionato      | Campionato | Campionato | Coppe nazionali | Coppe nazionali | Coppe nazionali | Coppe continentali | Coppe continentali | Coppe continentali | Altre coppe | Altre coppe | Altre coppe | Totale | Totale | Totale |
| Stagione        | Squadra         | Comp            | Pres       | Reti       | Comp            | Pres            | Reti            | Comp               | Pres               | Reti               | Comp        | Pres        | Reti        | Pres   | Reti   |        |
| --------------- | --------------- | --------------- | ---------- | ---------- | --------------- | --------------- | --------------- | ------------------ | ------------------ | ------------------ | ----------- | ----------- | ----------- | ------ | ------ | ------ |
| gen.-giu. 2022  | Niort 2         | N3              | 2          | 1          | -               | -               | -               | -                  | -                  | -                  | -           | -           | -           | 2      | 1      |        |
| 2022-2023       | Niort 2         | N3              | 2          | 1          | -               | -               | -               | -                  | -                  | -                  | -           | -           | -           | 2      | 1      |        |
| Totale Niort 2  | Totale Niort 2  | Totale Niort 2  | 4          | 2          |                 | -               | -               |                    | -                  | -                  |             | -           | -           | 4      | 2      |        |
| gen.-giu. 2022  | Niort           | L2              | 6          | 0          | CF              | 0               | 0               | -                  | -                  | -                  | -           | -           | -           | 6      | 0      |        |
| 2022-2023       | Niort           | L2              | 33         | 3          | CF              | 4               | 2               | -                  | -                  | -                  | -           | -           | -           | 37     | 5      |        |
| ago. 2023       | Niort           | N1              | 3          | 1          | CF              | -               | -               | -                  | -                  | -                  | -           | -           | -           | 3      | 1      |        |
| Totale Niort    | Totale Niort    | Totale Niort    | 42         | 4          |                 | 4               | 2               |                    | -                  | -                  |             | -           | -           | 46     | 6      |        |
| 2023-2024       | Troyes 2        | N3              | 1          | 0          | -               | -               | -               | -                  | -                  | -                  | -           | -           | -           | 1      | 0      |        |
| 2023-2024       | Troyes          | L2              | 20         | 0          | CF              | 0               | 0               | -                  | -                  | -                  | -           | -           | -           | 20     | 0      |        |
| 2024-2025       | Grenoble        | L2              | 24         | 4          | CF              | 1               | 0               | -                  | -                  | -                  | -           | -           | -           | 25     | 4      |        |
| 2025-2026       | Göztepe         | SL              | -          | -          | CT              | -               | -               | -                  | -                  | -                  | -           | -           | -           | -      | -      |        |
| Totale carriera | Totale carriera | Totale carriera | 91         | 10         |                 | 5               | 2               |                    | -                  | -                  |             | -           | -           | 97     | 12     |        |

### Cronologia presenze e reti in nazionale
| Cronologia completa delle presenze e delle reti in nazionale ― Benin | Cronologia completa delle presenze e delle reti in nazionale ― Benin | Cronologia completa delle presenze e delle reti in nazionale ― Benin | Cronologia completa delle presenze e delle reti in nazionale ― Benin | Cronologia completa delle presenze e delle reti in nazionale ― Benin | Cronologia completa delle presenze e delle reti in nazionale ― Benin | Cronologia completa delle presenze e delle reti in nazionale ― Benin | Cronologia completa delle presenze e delle reti in nazionale ― Benin |
| Data                                                                 | Città                                                                | In casa                                                              | Risultato                                                            | Ospiti                                                               | Competizione                                                         | Reti                                                                 | Note                                                                 |
| -------------------------------------------------------------------- | -------------------------------------------------------------------- | -------------------------------------------------------------------- | -------------------------------------------------------------------- | -------------------------------------------------------------------- | -------------------------------------------------------------------- | -------------------------------------------------------------------- | -------------------------------------------------------------------- |
| 2-9-2021                                                             | Antananarivo                                                         | Madagascar                                                           | 0 – 1                                                                | Benin                                                                | Qual. Mondiali 2022                                                  | -                                                                    | 84’                                                                  |
| 6-9-2021                                                             | Cotonou                                                              | Benin                                                                | 1 – 1                                                                | RD del Congo                                                         | Qual. Mondiali 2022                                                  | -                                                                    | 86’                                                                  |
| 10-10-2021                                                           | Cotonou                                                              | Benin                                                                | 0 – 1                                                                | Tanzania                                                             | Qual. Mondiali 2022                                                  | -                                                                    | 57’                                                                  |
| 11-11-2021                                                           | Cotonou                                                              | Benin                                                                | 2 – 0                                                                | Madagascar                                                           | Qual. Mondiali 2022                                                  | -                                                                    | 67’                                                                  |
| 14-11-2021                                                           | Kinshasa                                                             | RD del Congo                                                         | 2 – 0                                                                | Benin                                                                | Qual. Mondiali 2022                                                  | -                                                                    | 74’                                                                  |
| 24-3-2022                                                            | Aksu                                                                 | Liberia                                                              | 0 – 4                                                                | Benin                                                                | Amichevole                                                           | -                                                                    | 79’ 85’                                                              |
| 27-3-2022                                                            | Aksu                                                                 | Zambia                                                               | 1 – 2                                                                | Benin                                                                | Amichevole                                                           | -                                                                    | 90+1’                                                                |
| 29-3-2022                                                            | Aksu                                                                 | Togo                                                                 | 1 – 1                                                                | Benin                                                                | Amichevole                                                           | -                                                                    | 76’                                                                  |
| 4-6-2022                                                             | Dakar                                                                | Senegal                                                              | 3 – 1                                                                | Benin                                                                | Qual. Coppa d'Africa 2023                                            | 1                                                                    | 64’                                                                  |
| 8-6-2022                                                             | Cotonou                                                              | Benin                                                                | 0 – 1                                                                | Mozambico                                                            | Qual. Coppa d'Africa 2023                                            | -                                                                    | 59’                                                                  |
| 24-9-2022                                                            | Mohammedia                                                           | Mauritania                                                           | 1 – 0                                                                | Benin                                                                | Amichevole                                                           | -                                                                    | 67’                                                                  |
| 27-9-2022                                                            | Mohammedia                                                           | Madagascar                                                           | 3 – 1                                                                | Benin                                                                | Amichevole                                                           | -                                                                    | 68’                                                                  |
| 22-3-2023                                                            | Cotonou                                                              | Benin                                                                | 1 – 1                                                                | Ruanda                                                               | Qual. Coppa d'Africa 2023                                            | -                                                                    | 59’                                                                  |
| 29-3-2023                                                            | Kigali                                                               | Ruanda                                                               | 0 – 3                                                                | Benin                                                                | Qual. Coppa d'Africa 2023                                            | -                                                                    | 83’                                                                  |
| 17-6-2023                                                            | Cotonou                                                              | Benin                                                                | 1 – 1                                                                | Senegal                                                              | Qual. Coppa d'Africa 2023                                            | -                                                                    | 90+3’                                                                |
| 9-9-2023                                                             | Maputi                                                               | Mozambico                                                            | 3 – 2                                                                | Benin                                                                | Qual. Coppa d'Africa 2023                                            | -                                                                    | 69’                                                                  |
| 14-10-2023                                                           | Khouribga                                                            | Sierra Leone                                                         | 1 – 1                                                                | Benin                                                                | Amichevole                                                           | -                                                                    | 57’                                                                  |
| 17-10-2023                                                           | Casablanca                                                           | Madagascar                                                           | 2 – 1                                                                | Benin                                                                | Amichevole                                                           | -                                                                    |                                                                      |
| 18-11-2023                                                           | Durban                                                               | Sudafrica                                                            | 2 – 1                                                                | Benin                                                                | Qual. Mondiali 2026                                                  | -                                                                    |                                                                      |
| 21-11-2023                                                           | Durban                                                               | Lesotho                                                              | 0 – 0                                                                | Benin                                                                | Qual. Mondiali 2026                                                  | -                                                                    | 86’                                                                  |
| 23-3-2024                                                            | Amiens                                                               | Costa d'Avorio                                                       | 2 – 2                                                                | Benin                                                                | Amichevole                                                           | 2                                                                    | 73’                                                                  |
| 26-3-2024                                                            | Amiens                                                               | Senegal                                                              | 1 – 0                                                                | Benin                                                                | Amichevole                                                           | -                                                                    | 65’                                                                  |
| 6-6-2024                                                             | Abidjan                                                              | Benin                                                                | 1 – 0                                                                | Ruanda                                                               | Qual. Mondiali 2026                                                  | -                                                                    |                                                                      |
| 10-6-2024                                                            | Abidjan                                                              | Benin                                                                | 2 – 1                                                                | Nigeria                                                              | Qual. Mondiali 2026                                                  | -                                                                    | 87’                                                                  |
| 7-9-2024                                                             | Uyo                                                                  | Nigeria                                                              | 3 – 0                                                                | Benin                                                                | Qual. Coppa d'Africa 2025                                            | -                                                                    | 61’ 82’                                                              |
| 10-9-2024                                                            | Abidjan                                                              | Benin                                                                | 2 – 1                                                                | Libia                                                                | Qual. Coppa d'Africa 2025                                            | 1                                                                    | 90’                                                                  |
| 11-10-2024                                                           | Abidjan                                                              | Benin                                                                | 3 – 0                                                                | Ruanda                                                               | Qual. Coppa d'Africa 2025                                            | -                                                                    | 82’                                                                  |
| 15-10-2024                                                           | Kigali                                                               | Ruanda                                                               | 2 – 1                                                                | Benin                                                                | Qual. Coppa d'Africa 2025                                            | -                                                                    |                                                                      |
| 14-11-2024                                                           | Abidjan                                                              | Benin                                                                | 1 – 1                                                                | Nigeria                                                              | Qual. Coppa d'Africa 2025                                            | -                                                                    |                                                                      |
| 18-11-2024                                                           | Tripoli                                                              | Libia                                                                | 0 – 0                                                                | Benin                                                                | Qual. Coppa d'Africa 2025                                            | -                                                                    | 71’ 79’                                                              |
| 20-3-2025                                                            | Harare                                                               | Zimbabwe                                                             | 2 – 2                                                                | Benin                                                                | Qual. Mondiali 2026                                                  | -                                                                    | 86’                                                                  |
| 25-3-2025                                                            | Abidjan                                                              | Benin                                                                | 0 – 2                                                                | Sudafrica                                                            | Qual. Mondiali 2026                                                  | -                                                                    |                                                                      |
| 9-6-2025                                                             | Fès                                                                  | Marocco                                                              | 1 – 0                                                                | Benin                                                                | Amichevole                                                           | -                                                                    | 85’                                                                  |
| Totale                                                               |                                                                      | Presenze                                                             | 33                                                                   |                                                                      | Reti                                                                 | 4                                                                    |                                                                      |